# Pylesville (Maryland)
Pylesville es un lugar designado por el censo ubicado en el condado de Harford en el estado estadounidense de Maryland. En el Censo de 2010 tenía una población de 693 habitantes y una densidad poblacional de 56,33 personas por km².

## Geografía
Pylesville se encuentra ubicado en las coordenadas 39°41′17″N 76°23′18″O / 39.68806, -76.38833. Según la Oficina del Censo de los Estados Unidos, Pylesville tiene una superficie total de 12.3 km², de la cual 12.28 km² corresponden a tierra firme y (0.15%) 0.02 km² es agua.

## Demografía
Según el censo de 2010, había 693 personas residiendo en Pylesville. La densidad de población era de 56,33 hab./km². De los 693 habitantes, Pylesville estaba compuesto por el 97.69% blancos, el 0.72% eran afroamericanos, el 0% eran amerindios, el 0.29% eran asiáticos, el 0% eran isleños del Pacífico, el 0.14% eran de otras razas y el 1.15% pertenecían a dos o más razas. Del total de la población el 0.14% eran hispanos o latinos de cualquier raza.